# Confesionario mayor, en lengua mexicana y castellana

Primera página del Confesionario mayor, en la lengua mexicana y castellana

El confesionario mayor, en lengua mexicana y castellana es una obra escrita de carácter religioso publicada en 1565 por el fray Alonso de Molina, con la finalidad de servir de confesionario, esto es, como manual para la impartición del sacramento de la confesión a los indígenas de la Nueva España tras la conquista. Contiene importantes descripciones de las tradiciones religiosas de los indígenas así como de la lengua náhuatl o "mexicana", ya que fue escrito en dicho idioma y en castellano.

## Confesionarios
Realizar manuales para la impartición del sacramento de la confesión en la lengua nativa de los indígenas fue común en la práctica para la evangelización en América siguiendo la tradición establecida por los confesionarios medievales y el Concilio de Trento.
El Confesionario mayor forma una dupla con el Confesionario menor. El mayor se encuentra enfocado a enseñar a los penitentes a confesarse y enumerar sus pecados mientras que el menor se dirige a los sacerdotes que imparten el sacramento de la confesión a los indígenas.